# Frontière entre l'Arkansas et le Missouri
 (décembre 2023).
Si vous disposez d'ouvrages ou d'articles de référence ou si vous connaissez des sites web de qualité traitant du thème abordé ici, merci de compléter l'article en donnant les références utiles à sa vérifiabilité et en les liant à la section « Notes et références ».
La frontière entre le Missouri et l'Arkansas est une frontière intérieure des États-Unis délimitant les territoires du Missouri au nord et de l'Arkansas au sud.
Son tracé emprunte le parallèle du 36° 30' latitude nord, du méridien 94° 36'35" longitude ouest jusqu'à la rivière Saint Francis qu'elle descend sur plusieurs kilomètres jusqu'au 36e parallèle nord qu'il suit jusqu'au fleuve Mississippi.

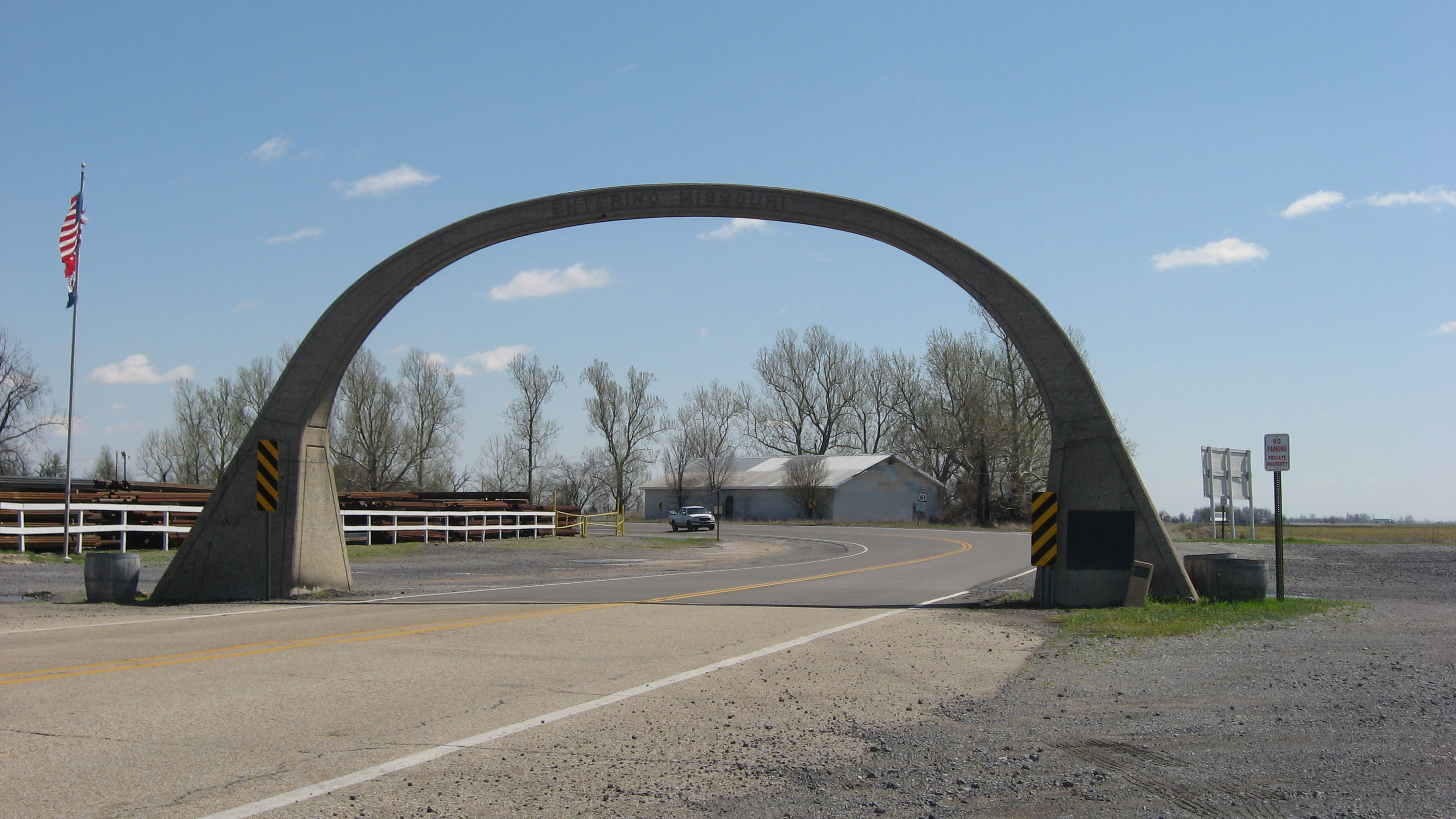
L'arc matérialisant la frontière sur l'US Highway 61.